# Катажинополе
Катажинополе (пол. Katarzynopole) — село в Польщі, у гміні Семковиці Паєнчанського повіту Лодзинського воєводства.
Населення — 131 особа (2011).
У 1975-1998 роках село належало до Серадзького воєводства.

## Демографія
Демографічна структура станом на 31 березня 2011 року:
|          | Загалом | Допрацездатний вік | Працездатний вік | Постпрацездатний вік |
| -------- | ------- | ------------------ | ---------------- | -------------------- |
| Чоловіки | 67      | 9                  | 46               | 12                   |
| Жінки    | 64      | 15                 | 29               | 20                   |
| Разом    | 131     | 24                 | 75               | 32                   |